# Belaria
Belaria es un género de foraminífero bentónico de la familia Lagynidae, del suborden Allogromiina y del orden Allogromiida. Su especie tipo es Belaria bicorpor. Su rango cronoestratigráfico abarca el Holoceno.

## Clasificación
Belaria incluye a la siguiente especie:
- Belaria bicorpor